# Канибализъм
Канибализмът (от на френски: cannibale; на испански: canibal) е хранене с организми от същия вид.
При липса на храна животните често нападат себеподобни. Например гладен хамстер изяжда малките си или друг хамстер. Канибализмът е разпространен сред много голям брой месоядни животни. Среща се и сред редица групи от птиците. Най-често е наблюдаван сред дневните грабливи птици и совите.
Ворарефилия е названието на желание да изядеш някого или нещо или да бъдеш изяден. В антропологията за означение на феномена се използва термина антропофагия. Най-често терминът се използва при случаите, когато човек яде човешко месо, независимо дали по принуда (глад) или поради друга причина. В тези случаи за хранещия се със себеподобните си се използва и думата людоед.
В повечето развити цивилизации канибализмът е табу. По тази причина проявите му се смятат за признак на душевно и/или сексуално разстройство.
Според някои източници, канибализмът е бил често срещано явление по време на глада в Украйна през 30-те години на 20 век (Гладомор), по време на Обсадата на Ленинград през Втората световна война и по време на Китайската гражданска война и Големия скок напред в Китай.

## Галерия
- Дефилето където Хамилкар Барка хваща в мъртва хватка наемниците, които за да оцелеят се изпояждат
- Леонард Керн – скулптура от слонова кост на Баал с приседналия до него Ешмун (1650 г.)
- Поклонението към дявола и канибализмът в Новия свят (илюстрация, 1621 г.)
- Образът на Сатурн като перифраза на „революцията изяжда децата си“ (Франциско Гоя, 1819/23 г.)